# اچ‌ام‌اس پیکه (۱۸۳۴)
اچ‌ام‌اس پیکه (۱۸۳۴) (به انگلیسی: HMS Pique (1834)) یک کشتی بود که طول آن ۱۶۰ فوت (۴۹ متر) بود. این کشتی در سال ۱۸۳۴ ساخته شد.